# Stictoptera lineata
Stictoptera lineata är en fjärilsart som beskrevs av Embrik Strand 1917. Stictoptera lineata ingår i släktet Stictoptera och familjen nattflyn. Inga underarter finns listade i Catalogue of Life.